# متا-دی‌اوتی
متا-دی‌اوتی (به انگلیسی: Meta-DOT) با فرمول شیمیایی C۱۲H۱۹NO۲S یک ترکیب شیمیایی با شناسه پاب‌کم ۱۴۴۸۹۱ است؛ که جرم مولی آن ۲۴۱٫۳۵ g/mol می‌باشد.